# Michael Phelps
Michael Fred Phelps II, född 30 juni 1985 i Baltimore, Maryland, är en amerikansk före detta simmare och den mest framgångsrika olympiern genom tiderna. Under sin olympiska simmarkarriär erövrade han vid spelen 2004, 2008, 2012 och 2016 sammanlagt 23 guld, 3 silver och 2 brons.
Då Phelps vid OS 2008 erövrade 8 guld (av 8 möjliga) övertog han simmaren Mark Spitz' tidigare rekord som den idrottare med flest guld från ett och samma olympiskt spel.

## Biografi

### Tidiga år
Phelps började simma när han var sex år, delvis på grund av sin syster, men även för att han skulle kunna få utlopp för sin överskottsenergi. Vid 15 års ålder blev han den yngste amerikanska simmaren att ta en plats till de olympiska sommarspelen sedan 13-årige Ralph Flanagan 1932. Phelps bästa resultat under sitt första OS blev en femteplats på 200 meter fjäril. Samma år slog han världsrekordet på samma distans, och blev då den yngste mannen någonsin som har satt ett världsrekord.
Phelps gick i klass 6 när han fick diagnosen ADHD. Hans far Michael Fred Phelps spelade amerikansk fotboll och ville att sonen skulle göra likadant. Phelps är yngst av de tre syskonen.
En bidragande orsak till Phelps framgångar är hans tränare Robert Bowman som blev hans tränare i Baltimore redan när han var 11 år gammal. 1996 följde Phelps med till Ann Arbor när Bowman blev tränare för University of Michigan.

### Simmarkarriär
Phelps tog åtta guldmedaljer vid olympiska sommarspelen 2008 i Peking. Han tangerade återigen rekordet (han gjorde det även under OS i Aten 2004 – dock var ”endast” sex av medaljerna av guld den gången) för flest medaljer vid ett OS, ett rekord som först sattes av Aleksandr Ditiatin vid olympiska sommarspelen 1980 i Moskva. Han vann även 4 guldmedaljer vid 2012 års OS i London, och under sin comeback för simtävlingarna i 2016 års OS i Rio de Janeiro vann Phelps 5 OS-guld och ett silver. Phelps framgångar har renderat honom titeln World Swimmer of the Year, världens bästa simmare, åren 2003, 2004, 2006, 2007, 2008, 2009, 2012 och 2016.
Inför olympiska sommarspelen 2008 i Peking hade Phelps som målsättning att ta åtta guldmedaljer och dels slå Mark Spitz rekord på sju guld från München 1972, dels bli den idrottare som vunnit flest olympiska guldmedaljer genom tiderna. Phelps lyckades vinna åtta guld i Peking, varav sju på världsrekordtid. Han har således passerat Paavo Nurmi, Larisa Latynina, Mark Spitz och Carl Lewis, som har nio olympiska guld vardera. Phelps har nu sammanlagt 28 OS-medaljer, varav 23 är OS-guld. Han har också flest individuella medaljer; Larisa Latynina har en individuell medalj färre.

### Karriäravslutning
Efter OS 2012 slutade Phelps med simningen men han meddelade under våren 2014 att han skulle göra comeback. Han fick dock inte vara med i det amerikanska laget vid världsmästerskapen i simsport 2015 utan tävlade istället under sommaren vid de nationella amerikanska mästerskapen som avgjordes samtidigt. Under mästerskapen vann Phelps tre guld och på 100 och 200 meter fjärilsim simmade han snabbare än vinnarna från VM 2015.

### Privat och övrigt
Den 5 november 2004 blev Michael Phelps arresterad i Salisbury, Maryland, för att ha kört förbi en stoppskylt utan att stanna och för att ha kört påverkad av alkohol. Han blev dömd för att ha kört bil påverkad av alkohol, för att inte ha stannat vid stoppskylten och för att ha druckit trots att det i Maryland är förbjudet för personer under 21 års ålder att dricka alkohol. Phelps fick böter, var tvungen att medverka vid möten med Mothers Against Drunk Driving och dessutom att tala inför elever på några skolor.
Då sade man att bara en skada eller eget beslut att avsluta simningen skulle kunna hindra Phelps från att bli tidernas största simmare, olympier och idrottare över huvud taget, vilket han sedermera bevisade genom att vinna sitt 14:e olympiska guld den 17 augusti 2008.
Den 1 februari 2009 publicerade tidningen News of the World ett foto från en fest på University of South Carolina i USA. På fotot syns Michael Phelps röka cannabis från en cannabispipa, även kallad ”bong”. Michael Phelps har bekräftat att det var han som rökte cannabis på bilden och även kommenterat händelsen offentligt. Amerikanska simförbundet menade att Phelps inte gjort sig skyldig till dopingbrott men beslutade ändå att döma honom till tre månaders avstängning från all tävlingssimning.

## Stil och teknik

### Simteknik
Phelps skiljer sig från de flesta andra simmare i det sätt han simmar under vattnet. Vid sitt världsrekord på 200 m fristil vid VM i Melbourne 2007 simmade Phelps vid starten 13 meter under vattnet medan alla hans motståndare redan hade kommit över vattenytan före 10 meter. Ännu tydligare är detta vid vändningarna. Efter vändningen vid 150 m vid samma tävling kom Phelps först över ytan efter 11 meter medan hans konkurrenter redan kom upp efter cirka 5,5 m. Under vattnet dyker Phelps betydligt djupare än sina konkurrenter. På så sätt undviker han de virvelströmmar som framför allt uppkommer vid de översta 50 cm under vattenytan vid vändningar. Som de flesta andra simmare i världseliten använder Phelps den så kallade delfintekniken med sammansatta benslag. Phelps teknik skiljer sig dock mot de flesta simmare i det att hans benrörelser börjar redan vid bröstkorgen medan de flesta andra börjar benrörelserna vid höften. Phelps håller dessutom sina armar stilla, medan andra simmare svänger mer eller mindre kraftigt med armarna.

### Träning
Michael Phelps tränar regelbundet simning men genomför också träning när han sover. Detta genom att han sover i en höghöjdskammare. Kammaren skall simulera en höjd på cirka 3 000 meter.

## Världsrekord
- Detta avsnitt är helt eller delvis baserat på artikeln Michael Phelps på engelskspråkiga Wikipedia.

### Nuvarande
- 400 m medley långbana (8), 4.03,84 (10 augusti 2008)
- 4×100 m frisim lagkapp långbana (2), 3.08,24 (11 augusti 2008)
- 4×200 m frisim lagkapp långbana (3), 6.58,55 (31 juli 2009)
- 4×100 m medley lagkapp långbana (3), 3.27,28 (2 augusti 2009)

### Förutvarande
1. 200 m fjärilsim långbana, 1.54.92 (30 mars 2001)
2. 200 m fjärilsim långbana (2), 1.54.58 (24 juli 2001)
3. 400 m medley långbana, 4.11.09 (15 augusti 2002)
4. 4 × 100 m medley lagkapp långbana, 3.33.48 (29 augusti 2002)
5. 400 m medley långbana (2), 4:10.73 (6 april 2003)
6. 200 m fjärilsim långbana, 1.53.93 (29 juni 2003)
7. 200 m fjärilsim långbana (3), 1.53.93 (22 juli 2003)
8. 200 m medley långbana (2), 1.57.52 (24 juli 2003)
9. 100 m fjärilsim långbana, 0.51.47 (25 juli 2003)
10. 200 m medley långbana (3), 1.56.04 (25 juli 2003
11. 400 m medley långbana (3), 4.09.09 (27 juli 2003)
12. 200 m medley långbana (4), 1.55.94 (9 augusti 2003)
13. 400 m medley långbana (4), 4.08.41 (7 juli 2004)
14. 400 m medley långbana (5), 4.08.26 (14 augusti 2004)
15. 200 m fjärilsim långbana (4), 1.53.80 (17 augusti 2006)
16. 4 × 100 m frisim lagkapp långbana, 3.12.46 (19 augusti 2006)
17. 200 m medley långbana (5), 1.55.84 (20 augusti 2006)
18. 200 m fjärilsim långbana (5), 1:53.71 (17 februari 2007)
19. 200 m frisim långbana, 1.43.86 (27 mars 2007)
20. 200 m fjärilsim långbana (6), 1.52.09 (28 mars 2007)
21. 200 m medley långbana (6), 1.54.98 (29 mars 2007)
22. 4 × 200 m frisim lagkapp långbana, 7:03.24 (30 mars 2007)
23. 400 m medley långbana (6), 4.06.22 (1 april 2007)
24. 400 m medley långbana (7), 4.05.25 (29 juni 2008)
25. 200 m medley långbana (7), 1.54.80 (4 juli 2008)
26. 200 m frisim långbana (2), 1.42.96 (12 augusti 2008)
27. 200 m fjärilsim långbana (7), 1.52.03 (13 augusti 2008)
28. 4 × 200 m frisim lagkapp långbana (2), 6.58.56 (13 augusti 2008)
29. 200 m medley långbana (8), 1.54.23 (15 augusti 2008)
30. 4 × 100 m medley lagkapp långbana (2), 3.29.34 (17 augusti 2008)
31. 100 m fjärilsim långbana (2), 0.50.22 (9 juli 2009)
32. 200 m fjärilsim långbana (8), 1.51,51 (29 juli 2009)[16]
33. 100 m fjärilsim långbana (3), 49,82 (1 augusti 2009)[17]
34. 4 × 100 m medley lagkapp kortbana, 	3.20.71 (18 december 2009)
35. 4 × 100 m frisim kortbana, 3.03,30 (19 december 2009)